# Потьма (Зубово-Полянский район)
По́тьма (мокш. Потма — глубинка, глушь) — посёлок городского типа в Зубово-Полянском районе Мордовии. Население составляет 3681чел. (2021). 

## География
Расположен в 6 км к северо-востоку от районного центра посёлка Зубова Поляна, в лесном массиве. В посёлке располагается железнодорожная станция Потьма Пензенского региона Куйбышевской железной дороги.

## История
Впервые упоминается в «Списке населённых мест Тамбовской губернии» (1866) как Потьминский хутор из 2 дворов Спасского уезда.
С 1913 года железнодорожный разъезд, после 1917 года железнодорожная станция.
В начале 1930-х годов, в связи со строительством лагерей для заключенных, от Потьмы строится Явасская узкоколейная железнодорожная ветка. В Потьме находился пересыльный пункт — «Потьминские лагеря» ГУЛАГа. Был создан леспромхоз по заготовке топлива для Московской железной дороги; открыты железнодорожные ветки на посёлки Барашево и Явас.
В 1941 году была создана кузнечно-механическая мастерская по изготовлению вагонных деталей (ныне завод нестандартизированного оборудования).
С 1950 года село. С 1968 года посёлок городского типа.

## Экономика и культура
Современная Потьма — крупный железнодорожный узел. Здесь находятся:
- Пружанское лесничество;
- ПО ЖХ-385/18 (сеть ИТЛ);
- средняя общеобразовательная школа;
- детский сад;
- 2 библиотеки;
- Дом культуры;
- амбулатория;
- 2 аптеки;
- 9 магазинов;
- рынок;
- отделение почтовой связи;
- дом для престарелых и инвалидов;
- памятник воинам, погибшим в годы Великой Отечественной войны;
- церковь Покрова Пресвятой Богородицы.
- Больница.
- Школа.

## Население
| 1970  | 1979  | 1989  | 2002  | 2009  | 2010  | 2012  | 2013  | 2014  |
| ----- | ----- | ----- | ----- | ----- | ----- | ----- | ----- | ----- |
| 4507  | ↘3931 | ↘3636 | ↗4396 | ↘4198 | ↘4171 | ↘4109 | ↘4054 | ↘4023 |
| 2015  | 2016  | 2017  | 2018  | 2019  | 2020  | 2021  |       |       |
| ↘3997 | ↘3990 | ↘3927 | ↘3904 | ↗3907 | ↘3899 | ↘3681 |       |       |